# Ratpenat sicari
El ratpenat sicari (Myotis sicarius) és una espècie de ratpenat de la família dels vespertiliònids. Viu a l'Índia i el Nepal. El seu hàbitat natural són els boscos montans, tant a les valls com als vessants. Està amenaçat per la desforestació.